# Pixie Lott/Diskografie
Diese Diskografie ist eine Übersicht über die musikalischen Werke der britischen Pop-/Soulsängerin Pixie Lott. Den Schallplattenauszeichnungen zufolge hat sie bisher mehr als 3,2 Millionen Tonträger verkauft. Ihre erfolgreichste Veröffentlichung ist das Album Turn It Up mit über 900.000 verkauften Einheiten.

## Alben

### Studioalben
| Jahr | Titel Musiklabel                        | Höchstplatzierung, Gesamtwochen, AuszeichnungChartplatzierungen (Jahr, Titel, Musiklabel, Platzierungen, Wochen, Auszeichnungen, Anmerkungen) | Höchstplatzierung, Gesamtwochen, AuszeichnungChartplatzierungen (Jahr, Titel, Musiklabel, Platzierungen, Wochen, Auszeichnungen, Anmerkungen) | Höchstplatzierung, Gesamtwochen, AuszeichnungChartplatzierungen (Jahr, Titel, Musiklabel, Platzierungen, Wochen, Auszeichnungen, Anmerkungen) | Höchstplatzierung, Gesamtwochen, AuszeichnungChartplatzierungen (Jahr, Titel, Musiklabel, Platzierungen, Wochen, Auszeichnungen, Anmerkungen) | Anmerkungen                              |
| Jahr | Titel Musiklabel                        | DE | AT | CH | UK | Anmerkungen                              |
| ---- | --------------------------------------- | --- | --- | --- | --- | ---------------------------------------- |
| 2009 | Turn It Up Mercury Music (UMG)          | DE81 (1 Wo.)DE | AT73 (1 Wo.)AT | CH49 (4 Wo.)CH | UK6 ×3Dreifachplatin · (97 Wo.)UK | Erstveröffentlichung: 11. September 2009 |
| 2011 | Young Foolish Happy Mercury Music (UMG) | — | — | — | UK18 Gold · (15 Wo.)UK | Erstveröffentlichung: 4. November 2011   |
| 2014 | Pixie Lott Mercury Music (UMG)          | — | — | — | UK15 (2 Wo.)UK | Erstveröffentlichung: 1. August 2014     |

### EPs
| Jahr | Titel Musiklabel                       | Anmerkungen                                         |
| ---- | -------------------------------------- | --------------------------------------------------- |
| 2014 | Platinum Pixie - Hits Virgin EMI (UMG) | Erstveröffentlichung: 23. Oktober 2014 · UK: Silber |

## Singles
| Jahr | Titel Album                                  | Höchstplatzierung, Gesamtwochen, AuszeichnungChartplatzierungen (Jahr, Titel, Album, Platzierungen, Wochen, Auszeichnungen, Anmerkungen) | Höchstplatzierung, Gesamtwochen, AuszeichnungChartplatzierungen (Jahr, Titel, Album, Platzierungen, Wochen, Auszeichnungen, Anmerkungen) | Höchstplatzierung, Gesamtwochen, AuszeichnungChartplatzierungen (Jahr, Titel, Album, Platzierungen, Wochen, Auszeichnungen, Anmerkungen) | Höchstplatzierung, Gesamtwochen, AuszeichnungChartplatzierungen (Jahr, Titel, Album, Platzierungen, Wochen, Auszeichnungen, Anmerkungen) | Anmerkungen                                             |
| Jahr | Titel Album                                  | DE | AT | CH | UK | Anmerkungen                                             |
| ---- | -------------------------------------------- | --- | --- | --- | --- | ------------------------------------------------------- |
| 2009 | Mama Do (Uh Oh, Uh Oh) Turn It Up            | DE30 (12 Wo.)DE | AT32 (6 Wo.)AT | CH34 (15 Wo.)CH | UK1 Gold · (22 Wo.)UK | Erstveröffentlichung: 4. September 2009                 |
| 2009 | Use Somebody Turn It Up                      | — | — | — | UK41 (7 Wo.)UK | Erstveröffentlichung: 4. September 2009                 |
| 2009 | Boys and Girls Turn It Up                    | — | — | — | UK1 Silber · (24 Wo.)UK | Erstveröffentlichung: 19. Oktober 2009                  |
| 2009 | Cry Me Out Turn It Up                        | — | — | CH66 (1 Wo.)CH | UK12 Gold · (24 Wo.)UK | Erstveröffentlichung: 14. Dezember 2009                 |
| 2010 | Gravity Turn It Up                           | — | — | — | UK20 (15 Wo.)UK | Erstveröffentlichung: 8. März 2010                      |
| 2010 | Turn It Up                                   | — | — | — | UK11 Silber · (13 Wo.)UK | Erstveröffentlichung: 7. Juni 2010                      |
| 2010 | Broken Arrow Turn It Up                      | — | — | — | UK12 (5 Wo.)UK | Erstveröffentlichung: 10. Oktober 2010                  |
| 2010 | Coming Home Turn It Up                       | — | — | — | UK51 (1 Wo.)UK | Erstveröffentlichung: 2010 feat. Jason Derulo           |
| 2011 | All About Tonight Young Foolish Happy        | — | — | — | UK1 Platin · (24 Wo.)UK | Erstveröffentlichung: 1. August 2011                    |
| 2011 | What Do You Take Me For? Young Foolish Happy | — | — | — | UK10 (4 Wo.)UK | Erstveröffentlichung: 4. November 2011 feat. Pusha T    |
| 2012 | Kiss the Stars Young Foolish Happy           | — | — | — | UK8 Silber · (12 Wo.)UK | Erstveröffentlichung: 29. Januar 2012                   |
| 2012 | Bright Lights Young Foolish Happy (Deluxe)   | — | — | — | UK7 (5 Wo.)UK | Erstveröffentlichung: 2. März 2012 feat. Tinchy Stryder |
| 2014 | Nasty Pixie Lott                             | — | — | — | UK9 (5 Wo.)UK | Erstveröffentlichung: 10. März 2014                     |
| 2014 | Lay Me Down Pixie Lott                       | — | — | — | — | Erstveröffentlichung: 24. Juli 2014                     |
| 2017 | Baby –                                       | — | — | — | UK97 Silber · (1 Wo.)UK | Erstveröffentlichung: 14. April 2017 mit Anton Powers   |
| 2019 | Fake –                                       | — | — | — | — | Erstveröffentlichung: 10. Mai 2019                      |

## Musikvideos
| Jahr | Titel                                     | Regie                 |
| ---- | ----------------------------------------- | --------------------- |
| 2009 | Mama Do (Uh Oh, Uh Oh)                    | Trudy Bellinger       |
| 2009 | Boys and Girls                            | Diane Martel          |
| 2009 | I Got Soul (mit Young Soul Rebels)        | Chris Cowey           |
| 2009 | Cry Me Out                                | Jake Nava             |
| 2010 | Gravity                                   | Nick Frew             |
| 2010 | Turn It Up                                | Nick Frew             |
| 2010 | Broken Arrow                              | Gregg Masuak          |
| 2010 | Can’t Make This Over                      | Elisha Smith-Leverock |
| 2011 | All About Tonight                         | Marc Klasfeld         |
| 2011 | What Do You Take Me For?                  | Declan Whitebloom     |
| 2012 | Bright Lights (mit Tinchy Stryder)        | Dale Resteghini       |
| 2012 | Kiss the Stars                            | Julian Gibbs          |
| 2012 | I Love Your Smile (UK Colgate Commercial) |                       |
| 2013 | Heart Cry                                 | Ben Falk              |
| 2014 | Nasty                                     | Bryan Barber          |
| 2014 | Lay Me Down                               | Ben Falk              |

## Statistik

### Chartauswertung
|                     | DE    | AT    | CH    | UK    |
| ------------------- | ----- | ----- | ----- | ----- |
| Nummer-eins-Alben   | DE—DE | AT—AT | CH—CH | UK—UK |
| Top-10-Alben        | DE—DE | AT—AT | CH—CH | UK1UK |
| Alben in den Charts | DE1DE | AT1AT | CH1CH | UK3UK |

|                       | DE    | AT    | CH    | UK     |
| --------------------- | ----- | ----- | ----- | ------ |
| Nummer-eins-Singles   | DE—DE | AT—AT | CH—CH | UK3UK  |
| Top-10-Singles        | DE—DE | AT—AT | CH—CH | UK7UK  |
| Singles in den Charts | DE1DE | AT1AT | CH2CH | UK14UK |

### Auszeichnungen für Musikverkäufe
Anmerkung: Auszeichnungen in Ländern aus den Charttabellen bzw. Chartboxen sind in ebendiesen zu finden.
| Land/RegionAuszeichnungen für Musikverkäufe (Land/Region, Auszeichnungen, Verkäufe, Quellen) | Silber     | Gold     | Platin     | Verkäufe  | Quellen   |
| -------------------------------------------------------------------------------------------- | ---------- | -------- | ---------- | --------- | --------- |
| Vereinigtes Königreich (BPI)                                                                 | 5× Silber5 | 3× Gold3 | 4× Platin4 | 3.260.000 | bpi.co.uk |
| Insgesamt                                                                                    | 5× Silber5 | 3× Gold3 | 4× Platin4 |           |           |